# Osmylites excelsa
Osmylites excelsa là một loài côn trùng trong họ Osmylitidae thuộc bộ Neuroptera. Loài này được Oppenheim miêu tả năm 1888.